# Compagnie générale de navigation sur le lac Léman

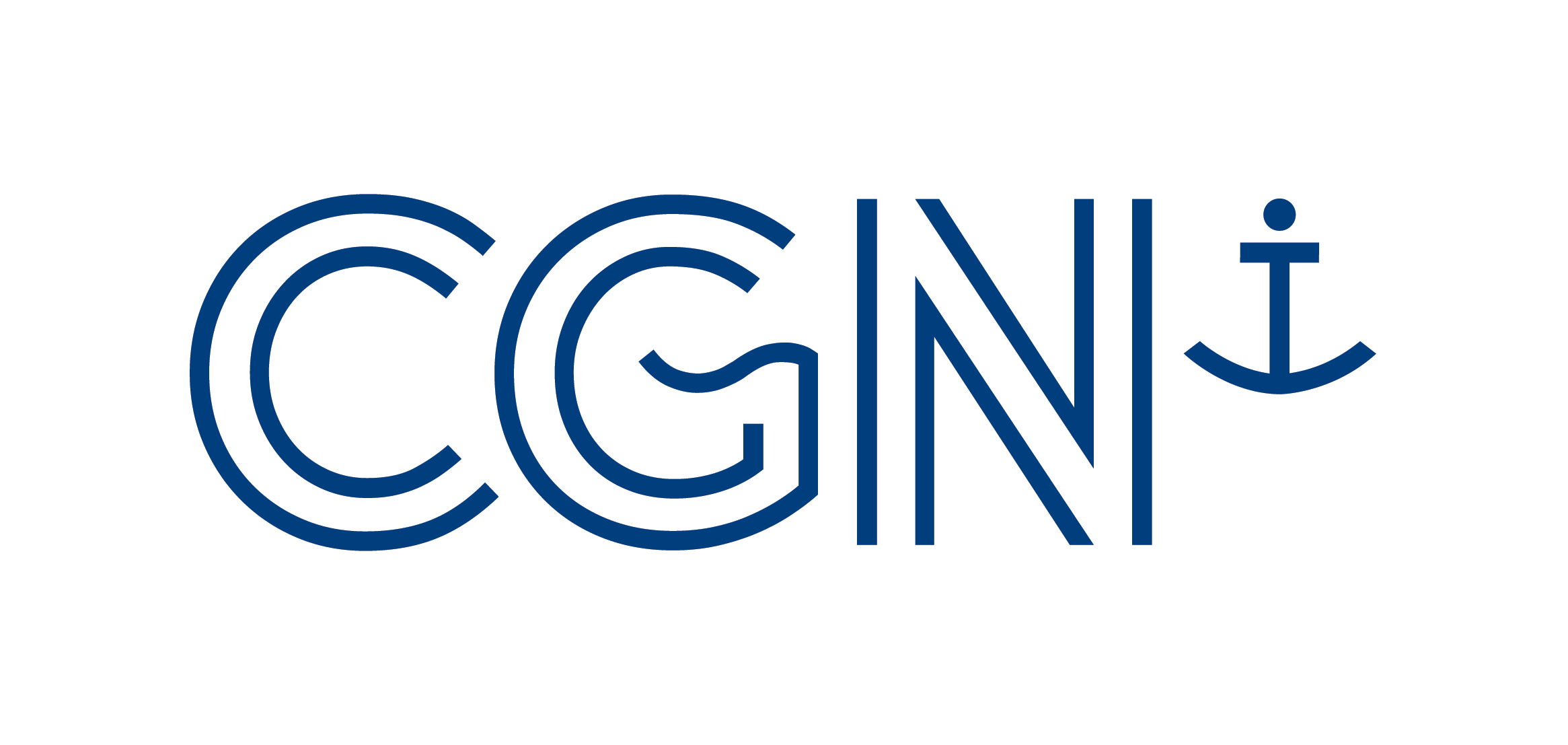
Logo van de CGN

De Compagnie générale de navigation sur le lac Léman (CGN) is een bedrijf dat instaat voor het vervoer per boot op het Meer van Genève, gelegen op de grens tussen Frankrijk en Zwitserland.
Het bedrijf bezit negentien boten met een capaciteit van 150 tot meer dan 1000 personen. De vloot telt acht historische raderboten en tien moderne vaartuigen. Ze worden zowel gebruikt als openbaar vervoer als voor toeristische cruises op het meer.

## Geschiedenis

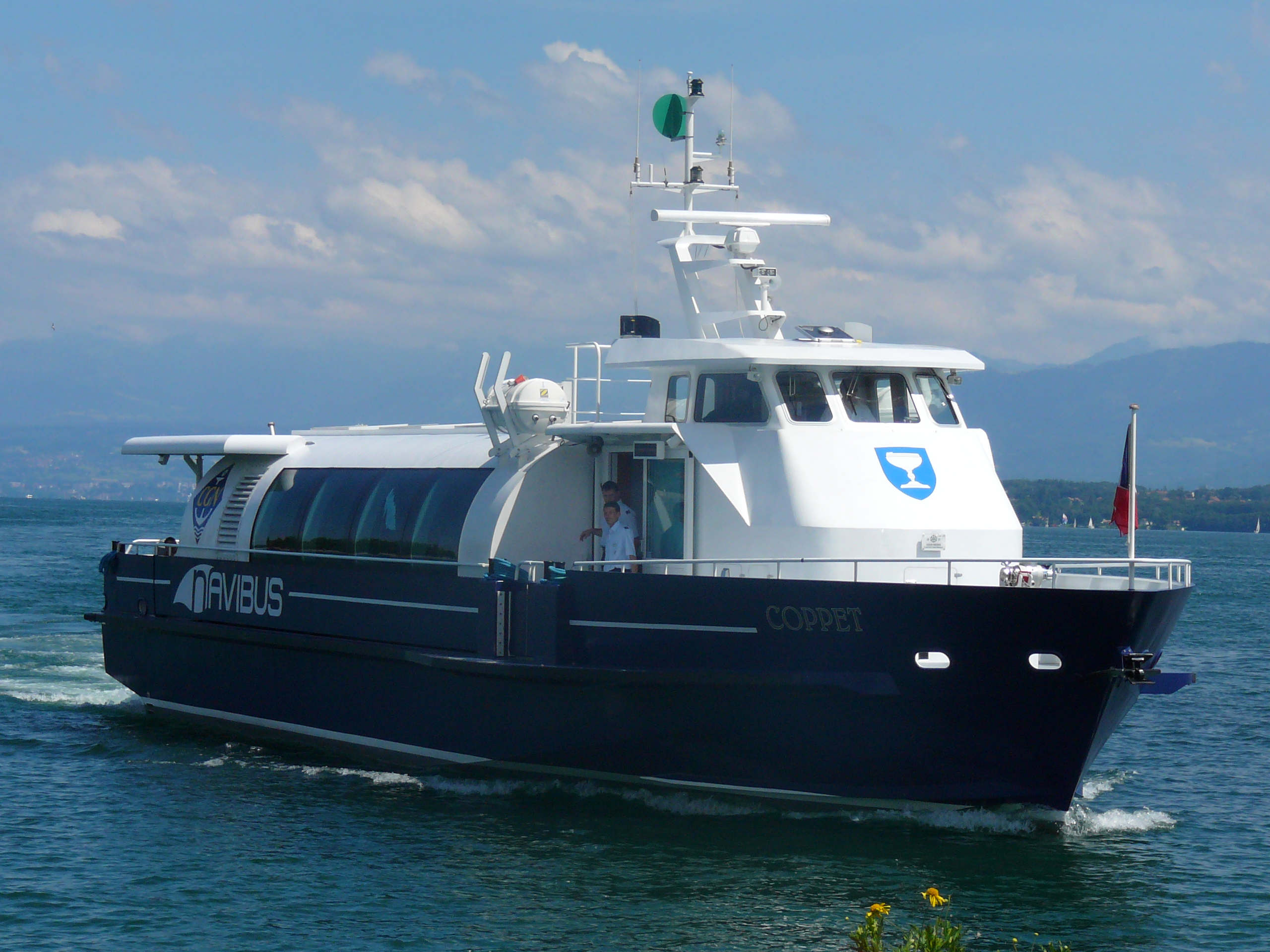
De NaviBus (busboot) Coppet

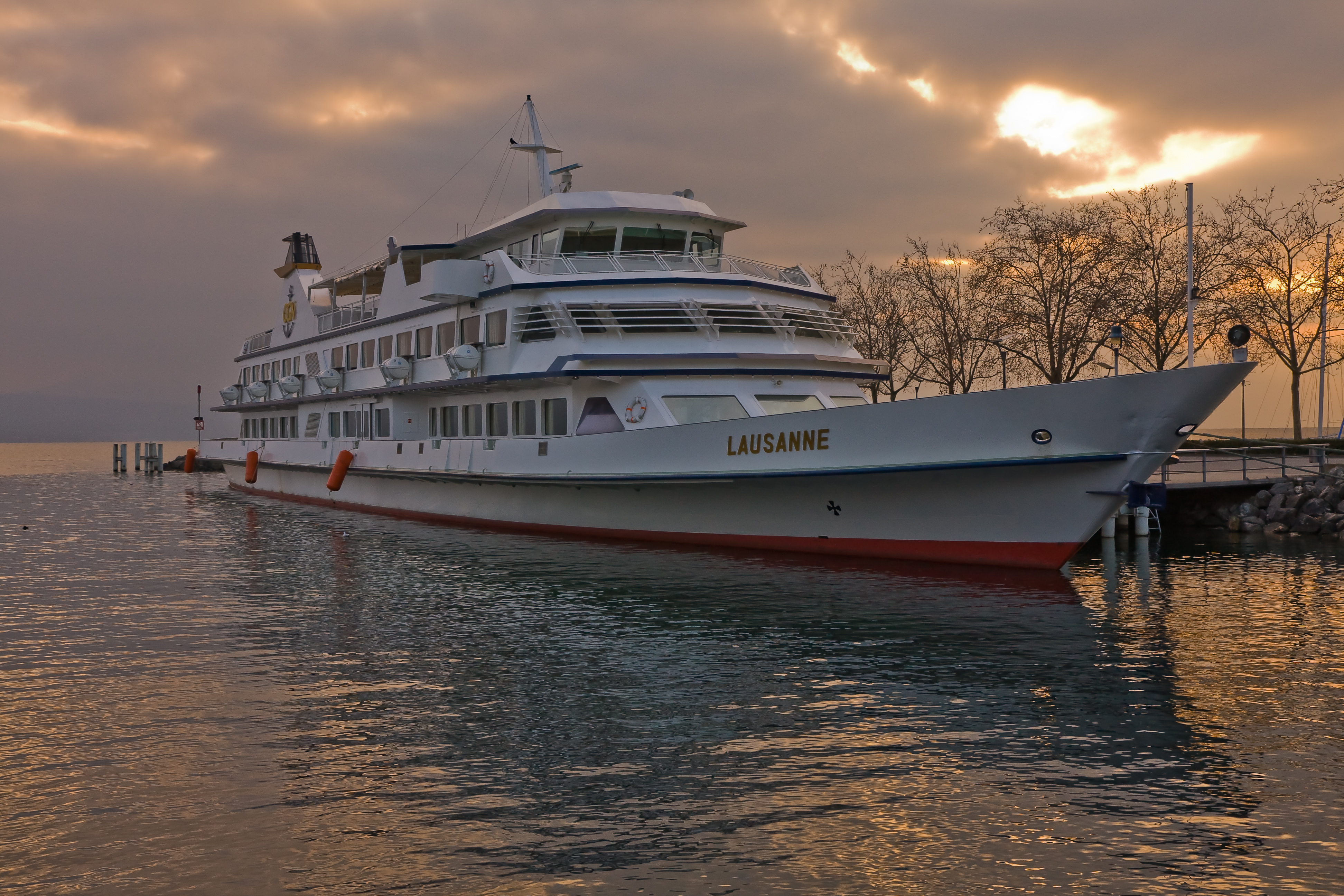
Schip van de CGN op het meer van Genève

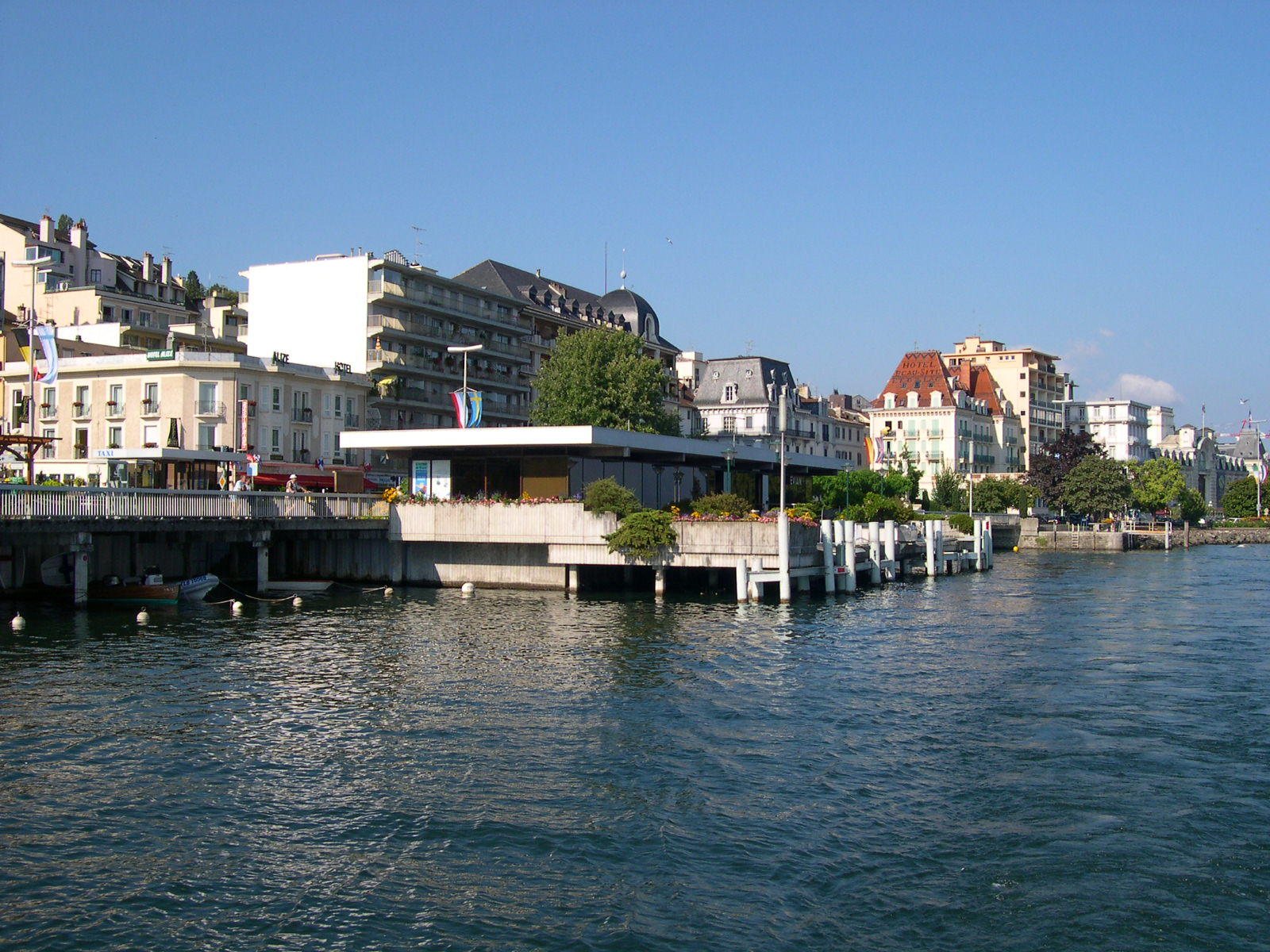
Gebouw van de CGN te Évian

In 1823 verscheen de Guillaume Tell (Willem Tell) als eerste Zwitserse stoomboot op het Meer van Genève. Dit was te danken aan Edward Church die toen consul van de Verenigde Staten in Frankrijk was.
De CGN ontstond in 1873 door de fusie van drie bedrijven die samen acht boten bezaten:
- De Compagnie de l'Helvétie uit Lausanne, met Helvétie (1841) en Bonivard (1868)
- De Société du bateau à vapeur le Léman uit Lausanne met de Léman (1857)
- L'Aigle, société anonyme de bateaux à vapeur uit Genève, met l'Aigle (1857)
- en in overdeeldheid: Guillaume Tell (1853), Chillon (1857), Rhône (1857) en Winkelried

De CGN nam de scheepswerf over die zich bevond in de haven van Morges, en waar tussen 1856 en 1866 tien stoomboten werden gebouwd. De CGN verhuisde in 1888 naar Ouchy (de haven van Lausanne) waar zich sinds dan haar scheepswerf bevindt.
Geleidelijk aan zou de scheepvaart op het meer vanaf 1870 samenwerken met de spoorwegen. Deze samenwerking was de start van de hoge vlucht die het toerisme in de hele streek van het meer van Genève zou nemen. De vloot werd continu uitgebreid en dit ging tegelijk gepaard met comfortabelere en snellere schepen. Het aantal bestemmingen en afgelegde kilometer nam toe.
De eerste glorietijd voor de scheepvaart kwam tijdens de Belle époque toen het luxetoerisme een hoge vlucht nam, er talrijke palaces en nieuwe spoorlijnen werden gebouwd en de vraag navenant steeg.
De Eerste Wereldoorlog trof de toeristische sector in belangrijke mate en ook de CGN leed hier sterk onder.
Toen eenmaal de oorlog voorbij was kwam het toerisme terug, maar de opkomst van de auto en de crisis van de jaren 1930 brachten terug een zware klap toe aan het bedrijf. In 1940 werd de CGN zelfs gedwongen om haar activiteiten gedurende drie maanden op te schorten.
In 1943 kwam de overheid gelukkig tussen om de activiteiten van de CGN terug naar het vroegere niveau te brengen en de Expo 64 (Nationale Zwitserse Tentoonstelling van 1964) gaf aan de CGN een nieuwe impuls. Dit ging gepaard met de aanschaf van nieuwe en moderne boten.
In 2005 werden de door de scheepswerf Merré, in Nort-sur-Erdre (30 km ten Noorden van Nantes) gebouwde boten Morges en Lavaux, naar Amphion-les-Bains vervoerd om kort daarna te water gelaten te worden. Zij werden in 2007 gevolgd door de snelle boot Coppet (die NaviBus wordt genoemd), en in 2008 door de Valais. Dit laatste transport kwam extra in het nieuws omdat een 400 km langere weg moest gevolgd worden en dit als gevolg van werken aan hogesnelheidslijn.
De Zwitserse post en de Stichting Pro Patria gaven in 2011 een reeks van vier postzegels uit met afbeeldingen van stoomboten die dienstdeden op Zwitserse meren. Eén postzegel (met een waarde van 1 Zwitserse frank + 0,5 Zwitserse frank toeslag) illustreert het schip La Suisse.
Aan het begin van de 21e eeuw bezit de CGN de grootste vloot (uitgedrukt in reizigerscapaciteit) Belle époqueschepen ter wereld. De acht boten werden in juni 2011 door het kanton Vaud geklasseerd als historisch erfgoed. De klassering heeft betrekking op de volledige Belle époque-vloot, inclusief het origineel aandrijfsysteem op stoom, de schepraderen, de bovenbouw, de binnenuitrustingen, de binnen- en buitendecors en de uitrusting van elk schip.

## Activiteiten
De CGN heeft tot doel het vervoer op het meer van Genève commercieel uit te baten, inclusief het onderhoud, het behoud en de exploitatie van de schepen. Behalve de vloot bezit de CGN een scheepswerf nabij de haven van Lausanne.
De CGN biedt historische en toeristische cruises aan op de Belle Époqueschepen. Daarnaast verzorgt het bedrijf openbaar vervoer tussen belangrijke steden langs het meer en verhuurt het ook vaartuigen voor speciale evenementen zoals huwelijken, thema-avonden, enzovoorts. De toeristische rondvaarten bieden de mogelijkheid om de Alpen aan de zuidelijke kant van het meer te bewonderen.

## Vloot

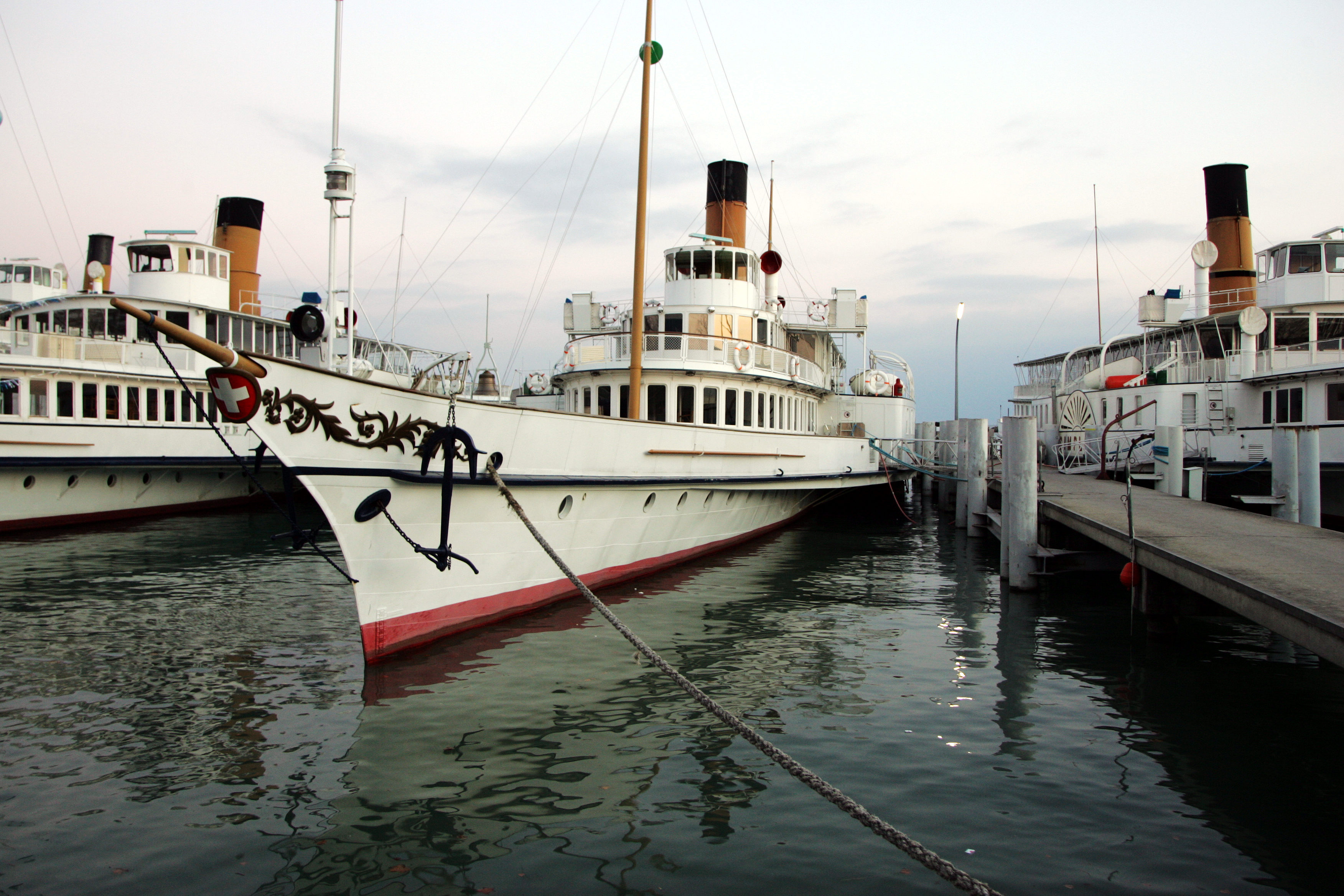
Boten van de CGN te Ouchy (haven van Lausanne)

De CGN bezit negentien schepen met een capaciteit van 150 tot meer dan 1000 passagiers. De CGN herbergt de grootste vloot van raderboten alsook het grootste schip dat in Europa dienstdoet op een meer.
Een deel van de CGN-vloot bestaat uit stoomboten van het type Belle Époque en gebouwd tussen 1904 en 1927. Deze schepen zijn geklasseerd als "historische vaartuigen van nationaal belang" en de CGN heeft als missie om deze boten te restaureren, te onderhouden en uit te baten.
Op 20 maart 2014 heeft Europa Nostra de CGN en de Association des amis des bateaux à vapeur du Leman geëerd voor hun inspanningen voor het behoud van de historische Belle Époquevloot. Op 160 geselecteerde projecten uit 30 landen, werd de CGN uiteindelijk een van de 27 laureaten van 2014.
Een ander deel van de vloot bestaat uit de pendelboten (bateaux-bus of NaviBus genoemd): dit zijn recente en snelle boten die vanuit Lausanne, Évian, Thonon, Nyon, Yvoire ingezet worden voor dagelijkse diensten over het meer.
De kleine boten zoals de Coppet en Genève werden in 2002 aangekocht teneinde de rendabiliteit van het bedrijf te bewaren; in het laagseizoen is de exploitatiekost van de grote schepen immers meestal te hoog.
| Naam                           | Bouwjaar | Lengte | Passagiers | Motor                     | Gebruik                 |
| ------------------------------ | -------- | ------ | ---------- | ------------------------- | ----------------------- |
| Montreux                       | 1904     | 67 m   | 560        | stoom, 650 kW             | cruises, verhuur        |
| Vevey                          | 1907     | 65 m   | 750        | diesel-elektrisch, 515 kW | cruises, verhuur        |
| Italie                         | 1908     | 65 m   | 800        | diesel-elektrisch, 515 kW | tijdelijk buiten dienst |
| La Suisse                      | 1910     | 78 m   | 850        | stoom, 1030 kW            | cruises, verhuur        |
| Savoie                         | 1914     | 67 m   | 560        | stoom, 660 kW             | cruises, verhuur        |
| Simplon                        | 1920     | 78 m   | 980        | stoom, 1030 kW            | cruises, verhuur        |
| Helvétie                       | 1926     | 78 m   | 1400       | tijdelijk buiten dienst   |                         |
| Rhône                          | 1927     | 67 m   | 850        | stoom, 625 kW             | cruises, verhuur        |
| Col-vert                       | 1960     | 28 m   | 130        | diesel, 295 kW            | busboot, verhuur        |
| Henry-Dunant et Général-Guisan | 1963     | 50 m   | 700        | diesel, 2x365 kW          | cruises, verhuur        |
| Ville-de-Genève                | 1978     | 47 m   | 560        | diesel, 2x400 kW          | cruises, verhuur        |
| Léman                          | 1990     | 50 m   | 780        | diesel, 2x520 kW          | busboot                 |
| Lausanne                       | 1991     | 78 m   | 1200       | diesel, 2x870 kW          | cruises, verhuur        |
| Morges et Lavaux               | 2006     | 31 m   | 200        | diesel, 2x720 kW          | busboot                 |
| Coppet et Genève               | 2007     | 25 m   | 120        | diesel, 2x1045 kW         | busboot                 |
| Valais                         | 2008     | 30 m   | 200        | diesel, 2x720 kW          | busboot, verhuur        |

### Oude schepen van de CGN

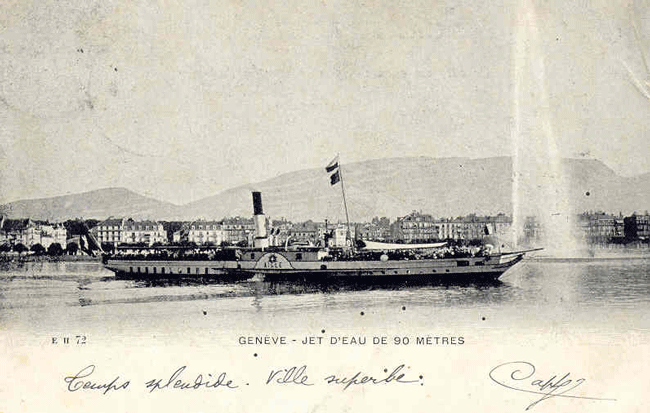
De Aigle voor 1904

Schepen in 1873 aangekocht door de CGN of nadien voor de CGN gebouwd.
- Helvétie I (1841-1918)
- Aigle II (1842-1860) (werd later Simplon I)
- Rhône No.1 (1855-1883)
- Italie I (1856-1875)
- Aigle III (1857-1918)
- Léman III (1857-1927) (werd later Léman IV)
- Simplon I (1860-1874)
- Chillon (1865-1900) voorheen Rhône No.2 (1857-1865)
- Chablais I (1866-1873)
- Bonivard (1868-1925, uitgebrand)
- Winkelried II (1871-1918)
- Ville-de-Genève I (1872-1893) (voorheen op het meer van Neuchâtel La Flèche genoemd (1857-1872), nadien na renovatie hernoemd tot Guillaume Tell III (1893-1912))
- Mouche No.1 (1874-1885)
- Mouche No.2 (1874-1885)

- Cygne (1875-1910)
- Mouche No.3 (1875-1885)
- Mouette (1875-1907)
- Mont Blanc II (1875-1893)
- Jura (1879-1905)

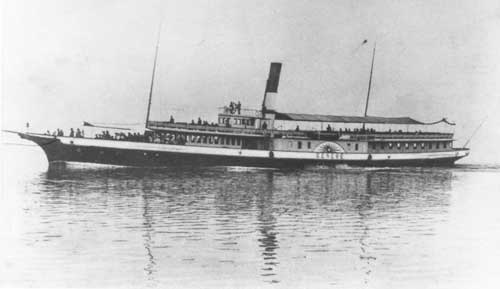
De Genève in 1896

- Simplon II (1879-1915) (wordt Guillaume-Tell IV) vanaf 1915
- Dauphin (1882-1917)
- Ville de Vevey (1885-1897)
- Abeille (1885-1901)
- Ville d'Évian (1885-1901)
- France (1886-1933?)
- Major Davel (1889-1968, vervolgens afgebroken in 1990[6])
- La Suisse I (1893-1910)
- Guillaume Tell III (1893-1912) (dit is de gerenoveerde Ville-de-Genève I)
- Genève (1896-1973, vervolgens gekocht en bewaard door de Association pour le Bateau "Genève", in de haven van Eaux-Vives)
- Lausanne I (1900-1978, afgebroken)
- Général Dufour (1905-1977, afgebroken) (tweelingschip van de Montreux)
- Venoge (1905- ) (goederen)
- Évian (1910-1940)
- Valais (1913-1963, vervolgens van 1966 tot 2000 gebruikt als restaurantboot, voor anker voor de Jardin Anglais te Genève, vervolgens afgebroken in 2003)
- Guillaume Tell IV (1915-1917)
- Léman IV (1942-1989) (gebouwd op de romp van de Léman III)
- Grèbe (1960-2005, verkocht aan de Société des Mouettes genevoises navigation SA (SMGN))
- Bécassine (1961-1985, gebouwd in 1931, in 1985 verkocht aan de SMGN)
- Chablais II (1974-2010)[7]